# توم ماكدونالد
توم ماكدونالد (بالإنجليزية: Thomas Lachlan MacDonald)‏ هو دبلوماسي وسياسي نيوزلندي، ولد في 14 ديسمبر 1898 في إنفركارجل في نيوزيلندا، وتوفي في 11 أبريل 1980 في ويلينغتون في نيوزيلندا. انتخب سفير وانتخب عضو مجلس النواب النيوزيلندي.